# Taranto Calcio 2001-2002
Questa pagina raccoglie le informazioni riguardanti il Taranto Calcio nelle competizioni ufficiali della stagione 2001-2002.

## Stagione
La società del Taranto calcio è formata da una cordata di imprenditori con le quote azionarie distribuite nel modo seguente: il 60% a Ermanno Pieroni, ex direttore sportivo ai tempi dell'ultima promozione in serie B nonché proprietario dell'Ancona, e l'altro 40% tra gli imprenditori Fiore, Tagarelli e Giove, con quest'ultimo che assume la carica di presidente. Grazie all'esperienza da ex direttore sportivo del patron Ermanno Pieroni viene costruita una squadra fortissima che vede come trascinatore il bomber Christian Riganò che fino a quel momento era considerato un perfetto sconosciuto.
Una società che però vede continui conflitti interni tra i soci, conflitti che vengono gestiti dal direttore Generale Avv. Gino Montella anche in visione del fatto che il patron Pieroni era concentrato a gestire l'altra squadra di calcio di sua proprietà, l'Ancona calcio. Il Dirigente Montella si occuperà anche dell'Area Marketing svolgendo un buon lavoro.
Sotto l'aspetto tecnico la squadra viene inizialmente affidata ad Ezio Capuano, allenatore di carattere ma dall'intelligenza tecnica importante. Purtroppo però i risultati nelle prime giornate tardano ad arrivare. La proprietà decide la sua sostituzione dopo un mese con Gianni Simonelli. Con il nuovo allenatore i neopromossi rossoblù si insediano in zona play-off. Christian Riganò è capocannoniere del girone con 28 reti, record per la categoria e contribuisce al secondo posto finale che permette il vantaggio del fattore campo nei play-off promozione.
La semifinale con il sorprendente Lanciano è una battaglia agonistica che si risolve nella partita d'andata quando sul 3-1 per i padroni di casa il difensore Galeoto segna un gol fondamentale in pieno recupero dopo una serpentina tra gli avversari. Il 3-2 finale viene ribaltato allo Iacovone nella gara di ritorno e spalanca le porte della finale promozione con il Catania di Gaucci. La finale di andata al Cibali, blindata dalle forze dell'ordine in un Cibali tutto esaurito, termina 1-0 per gli etnei con un gran gol di Fini dalla distanza. Nell'intervallo Gaucci protesta platealmente con l'arbitro l'arbitro inveendogli contro trattenuto da altri dirigenti. Il ritorno a Taranto, in un ambiente altrettanto surreale con bus e tifosi ospiti accolti da lanci di pietre, termina 0-0. Una partita in cui i padroni di casa sono imbrigliati dagli ospiti che rischiano poco o  niente centrando il ritorno in B dopo un'assenza di 15 anni.

## Rosa
| N. |                   | Ruolo | Calciatore                 |
| -- | ----------------- | ----- | -------------------------- |
|    | Italia (bandiera) | C     | Michele Andrisani          |
|    | Italia (bandiera) | D     | Michele Baldini            |
|    | Italia (bandiera) | C     | Fabio Bello                |
|    | Italia (bandiera) | D     | Rosario Bennardo           |
|    | Italia (bandiera) | A     | Salvatore Bertuccelli      |
|    | Italia (bandiera) | A     | Raffaele Biancolino        |
|    | Italia (bandiera) | C     | Alfredo Cariello           |
|    | Italia (bandiera) | C     | Michele Cazzarò            |
|    | Italia (bandiera) | D     | Gabriele Cioffi            |
|    | Italia (bandiera) | D     | Domenico Colletto          |
|    | Italia (bandiera) | A     | Alessandro Corallo         |
|    | Italia (bandiera) | A     | Umberto Del Core           |
|    | Italia (bandiera) | C     | Vincenzo De Liguori        |
|    | Italia (bandiera) | P     | Nicola Di Bitonto          |
|    | Italia (bandiera) | D     | Gilberto D'Ignazio Pulpito |
|    | Italia (bandiera) | A     | Antonio Di Nardo           |
|    | Italia (bandiera) | D     | Francesco Galeoto          |

| N. |                   | Ruolo | Calciatore             |
| -- | ----------------- | ----- | ---------------------- |
|    | Italia (bandiera) | C     | Domenico Giugliano     |
|    | Italia (bandiera) | C     | Giovanni Igor Marziano |
|    | Italia (bandiera) | C     | Vincenzo Mazzeo        |
|    | Italia (bandiera) | C     | Carmine Minauda        |
|    | Italia (bandiera) | C     | Aldo Monza             |
|    | Italia (bandiera) | C     | Pietro Parente         |
|    | Italia (bandiera) | D     | Ivano Pastore          |
|    | Italia (bandiera) | D     | Marco Pisano           |
|    | Italia (bandiera) | C     | Nicola Pizzolla        |
|    | Italia (bandiera) | A     | Carmelo Puglisi        |
|    | Italia (bandiera) | A     | Christian Riganò       |
|    | Italia (bandiera) | P     | Nicola Signorile       |
|    | Italia (bandiera) | D     | Paolo Siroti           |
|    | Italia (bandiera) | C     | Andrea Staffolani      |
|    | Italia (bandiera) | A     | Gianluca Triuzzi       |
|    | Italia (bandiera) | D     | Walter Zara            |

## Risultati

### Campionato

#### Girone di andata
| Arbitro: | Belloli (Bergamo) |

|                |           |  |
| Biancolino 76’ | Marcatori |  |

| Arbitro: | Ponzalli (Firenze) |

|                              |           |            |
| Pestrin 40’ Ranalli 58’, 81’ | Marcatori | 73’ Riganò |

| Arbitro: | Liberti (Genova) |

|                               |           |                |
| Riganò 58’ (rig.) Minauda 80’ | Marcatori | 90+5’ Galluppi |

| Arbitro: | Ferraro (Crotone) |

|                        |           |            |
| D'Anna 5’ Pignotti 50’ | Marcatori | 65’ Riganò |

| Arbitro: | Romeo (Verona) |

|                      |           |  |
| Monza 58’ Riganò 89’ | Marcatori |  |

| Arbitro: | Niccolai (Livorno) |

|                        |           |                        |
| Udassi 41’ (rig.), 82’ | Marcatori | 31’ (rig.), 44’ Riganò |

| Arbitro: | Carlucci (Molfetta) |

|                                                      |           |  |
| Cariello 6’, 25’ Triuzzi 65’ Marziano 79’ Riganò 89’ | Marcatori |  |

| Arbitro: | Rubino (Salerno) |

|                |           |            |
| Martinetti 23’ | Marcatori | 69’ Riganò |

| Arbitro: | De Marco (Chiavari) |

|            |           |  |
| Riganò 22’ | Marcatori |  |

| Arbitro: | Girardi (San Donà di Piave) |

|                                     |           |             |
| Elia 22’ Rosamilia 40’ D'Angelo 71’ | Marcatori | 60’ Pastore |

| Arbitro: | Romeo (Verona) |

|          |           |              |
| Erra 29’ | Marcatori | 5’ Giugliano |

| Arbitro: | Brighi (Cesena) |

|                  |           |                 |
| Di Nardo 8’, 72’ | Marcatori | 58’ Di Domenico |

| Arbitro: | Bergonzi (Genova) |

|               |           |              |
| Matrecano 26’ | Marcatori | 90+4’ Riganò |

| Arbitro: | De Marco (Chiavari) |

|  |           |            |
|  | Marcatori | 36’ Fanesi |

| Arbitro: | Belloli (Bergamo) |

|  |           |                        |
|  | Marcatori | 13’ Cazzarò 84’ Riganò |

| Arbitro: | Brighi (Cesena) |

|                 |           |  |
| Riganò 11’, 49’ | Marcatori |  |

| Arbitro: | Tonolini (Milano) |

|            |           |                         |
| Lucidi 54’ | Marcatori | 45’ Cariello 60’ Riganò |

#### Girone di ritorno
| Arbitro: | Cenni (Imola) |

|             |           |              |
| Martini 59’ | Marcatori | 21’ Bennardo |

| Arbitro: | Ioseffi (Siena) |

|                           |           |  |
| Riganò 48’ De Liguori 90’ | Marcatori |  |

| Arbitro: | M. Mazzoleni (Bergamo) |

|             |           |                        |
| Moretti 71’ | Marcatori | 39’ Triuzzi 57’ Riganò |

| Taranto 27 gennaio 2002 21ª giornata | Taranto          | 0 – 0 | Chieti | Stadio Erasmo Iacovone\| Arbitro: \| Rocchi (Firenze) \| |
| Arbitro:                             | Rocchi (Firenze) |       |        |                                                          |

| Arbitro: | Brighi (Cesena) |

|                  |           |  |
| Nassi 34’ (rig.) | Marcatori |  |

| Arbitro: | Cenni (Imola) |

|                         |           |  |
| Riganò 36’ Marziano 57’ | Marcatori |  |

| Arbitro: | M. Mazzoleni (Bergamo) |

|             |           |             |
| Tatomir 54’ | Marcatori | 38’ Cazzarò |

| Arbitro: | Girardi (San Donà di Piave) |

|          |           |                 |
| Monza 8’ | Marcatori | 50’ (rig.) Frau |

| Arbitro: | Bergonzi (Genova) |

|                                 |           |  |
| Amoruso 42’ Fini 62’ Bonomi 72’ | Marcatori |  |

| Arbitro: | Liberti (Genova) |

|            |           |  |
| Riganò 14’ | Marcatori |  |

| Arbitro: | De Marco (Chiavari) |

|            |           |           |
| Riganò 54’ | Marcatori | 77’ Bruno |

| Arbitro: | Romeo (Verona) |

|                 |           |            |
| Di Domenico 16’ | Marcatori | 32’ Mazzeo |

| Arbitro: | Zambon (Padova) |

|                              |           |  |
| Riganò 8’ (rig.), 70’ (rig.) | Marcatori |  |

| Arbitro: | Tonolini (Milano) |

|                   |           |                                 |
| Riganò 75’ (aut.) | Marcatori | 78’ (rig.) Riganò 86’ Andrisani |

| Arbitro: | Liberti (Genova) |

|                                           |           |           |
| Bennardo 1’ Riganò 45’ (rig.) Parente 62’ | Marcatori | 23’ Koffi |

| Arbitro: | Zambon (Padova) |

|                |           |                   |
| Capparella 38’ | Marcatori | 60’ (rig.) Riganò |

| Arbitro: | Rocchi (Firenze) |

|                     |           |  |
| Riganò 7’, 32’, 86’ | Marcatori |  |

#### Playoff
| Arbitro: | De Marco (Chiavari) |

|                                          |           |                               |
| Gennari 34’ Karasavvidīs 59’ Pestrin 70’ | Marcatori | 24’ (rig.) Riganò 90’ Galeoto |

| Arbitro: | P.S. Mazzoleni (Bergamo) |

|                            |           |             |
| Marziano 31’ Giugliano 38’ | Marcatori | 90’ Taccola |

| Arbitro: | Brighi (Cesena) |

|          |           |  |
| Fini 49’ | Marcatori |  |

| Taranto 9 giugno 2002 Finale (Ritorno) | Taranto                  | 0 – 0 | Catania | Stadio Erasmo Iacovone\| Arbitro: \| P.S. Mazzoleni (Bergamo) \| |
| Arbitro:                               | P.S. Mazzoleni (Bergamo) |       |         |                                                                  |

### Coppa Italia Serie C

#### Fase a gironi
| Arbitro: | Carlucci (Molfetta) |

|                        |           |                  |
| Riganò 25’ (rig.), 54’ | Marcatori | 49’ Prisciandaro |

| Arbitro: | Damato (Barletta) |

|              |           |                   |
| Fumarola 28’ | Marcatori | 33’ (rig.) Riganò |

| Arbitro: | Giannoccaro (Lecce) |

|                                           |           |                  |
| Pastore 4’ Di Nardo 47’ Riganò 84’ (rig.) | Marcatori | 3’, 21’ Giordano |

| Arbitro: | Squillace (Catanzaro) |

|                        |           |                                            |
| Cicchella 1’, 52’, 66’ | Marcatori | 65’ Di Nardo 46’ Puglisi 84’ (rig.) Riganò |

### Girone Q Classifica Finale
| Squadra             | P.ti | G | V | N | P | GF | GS | DR |
| ------------------- | ---- | - | - | - | - | -- | -- | -- |
| 1. Taranto          | 8    | 4 | 2 | 2 | 0 | 9  | 7  | +2 |
| 2. Atletico Tricase | 8    | 4 | 2 | 2 | 0 | 4  | 2  | +2 |
| 3. Nocerina         | 4    | 4 | 1 | 1 | 2 | 5  | 6  | -1 |
| 4. Nardò            | 3    | 4 | 0 | 3 | 1 | 4  | 5  | -1 |
| 5. Martina          | 2    | 4 | 0 | 2 | 2 | 3  | 5  | -2 |

### Sedicesimi di finale
| Arbitro: | Nicoletti (Macerata) |

|                |           |  |
| Tacconelli 23’ | Marcatori |  |

| Arbitro: | Squillace (Catanzaro) |

|  |           |              |
|  | Marcatori | 81’ Ruscitti |